# Staatsorchester Braunschweig
Das Staatsorchester Braunschweig wurde 1587 von Herzog Julius von Braunschweig-Wolfenbüttel gegründet und gehört damit zu den ältesten und traditionsreichsten Kulturorchestern der Welt.

## Geschichte
Am 2. Oktober 1587 gründete Thomas Mancinus unter Herzog Julius in Wolfenbüttel die Herzogliche Hofkapelle. 1690 eröffnet das Herzogliche Opernhaus auf dem Braunschweiger Hagenmarkt. 1720 bildeten schon 23 Instrumentalisten die „Hochfürstliche Capelle“. Im Jahre 1753 übersiedelte der Wolfenbütteler Hof nach Braunschweig. Im selben Jahr wird das Opernhaus am Hagenmarkt nach Ideen Nicolinis umgebaut. 1793 wird erstmals Mozarts Don Giovanni aufgeführt, ein Jahr später Die Zauberflöte. Im Jahre 1799 tritt Ludwig (Louis) Spohr, der spätere Geigenvirtuose und Komponist, 15-jährig als Geiger in die Braunschweiger Kapelle ein. 1829 findet in Braunschweig die Uraufführung von Goethes Faust I statt. 
Zwischen 1856 und 1861 wird ein neues Theatergebäude im Herzoglichen Park am Steinweg errichtet (das heutige Theater) und 1861 mit Goethes Iphigenie auf Tauris eröffnet. 1918 verlor die Hofkapelle ihre Eigenständigkeit und wurde zum Orchester des Braunschweiger Landestheaters. Im Jahre 1929 hat die Landestheater-Kapelle 55 Mitglieder. Diesen Status behielt das Orchester bis zum Ende des Freistaates Braunschweig nach dem Ende des Zweiten Weltkrieges. 
Erst seitdem tritt das Orchester unter der Bezeichnung Staatsorchester Braunschweig auf. Heute veranstaltet das Orchester, mit dem Rang eines A-Orchesters, jährliche Konzerte in Braunschweig mit bis zu 40.000 Zuhörern im Jahr und tritt auf Musikfestivals wie u. a. den Harzburger Musiktagen, Domkonzerten Königslutter oder Walkenrieder Kreuzgangkonzerten
auf. Außerdem spielt es als Orchester des Staatstheaters Braunschweig in etwa 120 Opernvorstellungen pro Spielzeit.

## Kapellmeister und Dirigenten
In der Geschichte des Staatsorchester Braunschweig wirkten eine Reihe bekannter Persönlichkeiten als Dirigenten und Kapellmeister. Darunter waren Dirigenten wie Louis Spohr, Felix Mendelssohn Bartholdy, Hector Berlioz, Franz Liszt oder auch Richard Strauss.
Carl Melles war bis zu seinem Tode im Jahr 2004 Ehrendirigent des Staatsorchesters Braunschweig. 
Am 22. Januar 2012 berief das Staatsorchester Braunschweig seinen ehemaligen Generalmusikdirektor Stefan Soltesz zum Ehrendirigenten.

## Chefdirigenten
- 1587 wird Thomas Mancinus (1550–≈1612) erster Kapellmeister.
- 1604 wird Michael Praetorius (1571–1621) Kapellmeister.
- 1655 wird Heinrich Schütz (1585–1672), der erste deutsche Opernkomponist, Oberkapellmeister (laut heute noch erhaltener Bestallung).
- 1697 wird Georg Caspar Schürmann (1672/73–1751) Hofkapellmeister.
- 1725 wird Carl Heinrich Graun (1704/05–1759) Kapellmeister.
- 1816 wird Gottlob Wiedebein (1779–1854) Leiter der Herzoglichen Hofkapelle.
- 1832 wird Albert Methfessel (1785–1869) Hofkapellmeister.
- 1842 wird Georg Müller (1808–1855) Hofkapellmeister; er ist gleichzeitig 2. Geiger des Gebrüder-Müller-Quartetts.
- 1855 wird Franz Abt (1819–1885) Hofkapellmeister.
- 1882 wird Hermann Riedel (1847–1913) Hofkapellmeister.
- 1914 wird Karl Pohlig (1858–1928) Hofkapellmeister, gleichzeitig der erste Generalmusikdirektor.
- 1924 wird Franz Mikorey (1873–1947) Generalmusikdirektor.
- 1928 wird Klaus Nettsträter (* 1890; † ?) Generalmusikdirektor.
- 1934 wird Rudolf Moralt (1902–1958) Generalmusikdirektor.
- 1936 wird Ewald Lindemann Generalmusikdirektor.
- 1945 wird Albert Bittner (1900–1980) neuer Generalmusikdirektor nach dem Krieg.
- 1955 wird Arthur Grüber (1910–1990) neuer Generalmusikdirektor.
- 1962 wird Heribert Esser (* 1929) neuer Generalmusikdirektor und ist seitdem musikalischer Oberleiter der Staatstheaters Braunschweig.
- 1988 wird Stefan Soltesz (1949–2022) neuer Generalmusikdirektor.
- 1994 wird Philippe Auguin (* 1961) neuer Generalmusikdirektor.
- 1998 wird Jonas Alber (* 1969) neuer Generalmusikdirektor.
- 2007 wird Alexander Joel (* 1971) neuer Generalmusikdirektor.
- 2017 wird Srba Dinić (* 1969 in Niš/Serbien) neuer Generalmusikdirektor.

## Diskographie (Auswahl)
Seit 1983 produziert und vertreibt das Staatsorchester Braunschweig Tonträger mit Sinfonien verschiedener romantischer und klassischer Komponisten.
- Die neun Sinfonien Ludwig van Beethovens; Dirigent: Carl Melles
- Die vier Sinfonien von Johannes Brahms; Dirigent: Philippe Auguin
- Sinfonien von Robert Schumann; Dirigent: Jonas Alber